# The Divine Zero
The Divine Zero ist ein Lied der US-amerikanischen Post-Hardcore-Band Pierce the Veil aus San Diego, Kalifornien. Das Lied wurde am 18. Juni 2015 über Fearless Records als Musikdownload bei ITunes, sowie auf mehreren Musikstreamplattformen, wie Spotify veröffentlicht.

## Veröffentlichung
Das Lied wurde ohne vorherige Ankündigung der Band am 18. Juni 2015 veröffentlicht und soll ein Vorgeschmack auf das vierte Studioalbum der Band sein. Laut Fuentes ist die Veröffentlichung des Stückes ein Geschenk an die Fans für ihre anhaltende Geduld. Es stellt zudem die erste Singleauskopplung des neuen Albums, Misadventures, dar, welches am 13. Mai 2016 erscheinen wird. Die Veröffentlichung fand in den Staaten einen Tag vor Beginn der Warped Tour statt, bei dem das Lied auch erstmals Live aufgeführt wurde. Auch bei der Preisverleihungsshow der Alternative Press Music Awards wurde das Lied live präsentiert.

## Produktion
In einem Interview mit dem Kerrang! gab Sänger Vic Fuentes zu, dass das Lied erst kurz vor der Veröffentlichung fertiggestellt wurde. Zu dem restlichen Album sagte er, dass die anderen Stücke zu dem Zeitraum der Singleveröffentlichung noch nicht vollendet seien, was auch durch die schwerwiegenden Verletzungen, die Tony Perry, der Gitarrist der Band, bei einem Mountainbikeunfall erlitt, geschuldet war. Perry konnte, entgegen das Abraten seiner Ärzte, lediglich zwei Konzerte – eines im Rahmen der Alternative Press Awards und die Warped-Tour-Show auf dem Gelände des Qualcomm Stadiums in San Diego – spielen. Fuentes sagte, dass er mit der Gruppe die Arbeiten an dem Album nach der Warped Tour beenden wolle.
Beim Schreiben des Liedes waren Curtis Peoples, ein langjähriger Freund der Musiker, und Brad Hargreaves von Third Eye Blind mit involviert gewesen.

## Inhalt
Das Lied beschreibt das Gefühl der Wertlosigkeit, bietet allerdings auch positive Ansätze. Vic Fuentes beschrieb den Inhalt des Liedes wie folgt:

„I’ve always felt that way about myself. It’s the way I am, quiet. In being a person like that, people tend to think that they can take advantage of you. Being out in the world and trying to be yourself, people try to control you and take advantage of your kindness. I do think that resonates with a lot of younger people. I felt like that when I was younger, and it’s trying to break through and have that confidence. Getting angry about it sometimes can be helpful.“

„Ich habe mich schon immer so gefühlt. So bin ich halt, leise. Eine solche Person zu sein bringt andere Leute darüber zu denken, Vorteile für sich von dir zu ziehen. Die Menschen in dieser Welt versuchen die Kontrolle über die Leute, die so bleiben wollen wie sind, zu übernehmen und sich von ihrer Gutmütigkeit Vorteile zu verschaffen. Als ich jünger war fühlte ich mich so und es versucht durchzubrechen und das Vertrauen zu erlangen. Manchmal kann es helfen, wenn man darüber wütend wird.“

Inspiriert wurde das Lied von dem Film The Grand Budapest Hotel, in welchem ein Charakter den Namen Zero trug.

## Erfolg
Das Lied stieg kurz nach Veröffentlichung auf Platz 1 der Genrebezogenen Rockmusikcharts auf ITunes ein. Außerdem stieg The Divine Zero in den allgemeinen britischen ITunes-Charts ein und hielt sich insgesamt drei Tage lang dort auf. Zudem stieg die Single in den australischen, in den US-amerikanischen und den kanadischen ITunes-Charts ein. Dennoch verpasste auch dieses Lied den Einstieg in die offiziellen Singlecharts. In den USA stieg das Lied – ebenso wie das 2012 veröffentlichte King for a Day – in den Hot Digital Rock Songs (Platz 6) und in den Hot Rock Songs-Charts (Platz 21) ein, welche beide vom US-amerikanischen Musikmagazin Billboard ermittelt werden.

## Rezeption
Laut vppark2 vom Online-Musikportal Ultimate-Guitar klingt das Lied, entgegen der Meinung der Fans der Band, welche The Divine Zero mit Yeah Boy and Doll Face aus dem Debütalbum A Flair for the Dramatic verglichen, als ob es aus dem Drittling Collide with the Sky stammen könnte. Der Kritiker zeigte sich von dem komplizierten Akkordwechsel im Stück beeindruckt. Allerdings zeigt sich der Rezensent von dem Liedtext weniger beeindruckt. In Gesamtwertung schreibt der Kritiker, dass er den Vergleich der Gruppe mit Sleeping with Sirens nicht nachvollziehen könne, da er die Meinung vertritt, dass Sleeping with Sirens nicht in der Lage seien, solch komplexe Lieder zu schreiben und zu komponieren. Er beschrieb, dass die Band bei ihren Wurzeln geblieben sind und ihren Klang dennoch weiter verbessert haben.
Bei Artistdirect wurde The Divine Zero zum „Lied der Woche“ gekürt. In der Rezension hieß es, dass die Gruppe sich in allen Belangen weiterentwickelt habe. Die Gitarren klingen kalkuliert intensiv, welche einen entzückend melodischen und dennoch harten Sound zugleich erreichen. Der Kritiker beschrieb die Single als ihr bis dato bestes Werk, das die Gruppe bisher veröffentlicht hat. Am 17. März 2016 wurde das Stück für einen Alternative Press Music Award nominiert.

## Nominierungen und Auszeichnungen
- Alternative Press Music Awards
  - 2016: Lied des Jahres (nominiert)